# Chant de la Sibylle
Le chant de la Sibylle, en catalan « el Cant de la Sibil·la », donne aux humains les signes qui annonceront la fin des temps.
Il est interprété lors des Matines de Noël, lors des Vigiles de la nuit du 24 décembre, dans toutes les églises de Majorque, et dans quelques églises de Catalogne ou de Sardaigne. « Le chant de la Sibylle de Majorque » a été inscrit en 2010 par l'UNESCO sur la liste représentative du patrimoine culturel immatériel.

## Histoire
Le texte en latin du chant de la Sibylle se trouve à partir du Xe siècle en Catalogne, en Italie, en Castille et en France. Les premières versions en langue catalane sont produites à partir du XIIIe siècle.
La Sibylle, aux visages multiples, est l'une des figures féminines « de la divination et de la poésie ».
Le chant de la Sibylle, en latin Judicii Signum, prend son origine dans un texte oraculaire grec de vingt-sept hexamètres attribué à la célèbre Sibylle Erythrea d’Asie Mineure ; il se présente sous forme d’un poème acrostiche dont les premières lettres de chaque vers composent l’expression : « Jésus-Christ, Fils de Dieu, Sauveur ».
Il apparaît initialement en grec, au IIIe siècle ; il est cité par l'empereur Constantin, lors du Concile de Nicée.
Traduit du grec en latin, ce poème figure au IVe siècle dans la Cité de Dieu de Saint Augustin et Saint Augustin l'inclut dans un sermon destiné à convaincre les non chrétiens, les gentils, de la présence du Christ. 
Il se retrouve dans un manuscrit du IXe siècle, au monastère Saint-Martial de Limoges.
Il se diffuse Europe méridionale durant le Moyen Âge, passant en 1446 à Barcelone. À partir de ce moment, et dans la langue du pays le catalan, il devient particulièrement populaire à Majorque et à L'Alguer en Sardaigne.
Joachim Du Bellay y fait allusion, en 1549.
Il résiste à l'impulsion du Concile de Trente, qui souhaite alléger la liturgie de Noël. 
En 1666, l'Inquisition ordonne sa disparition absolue de toute liturgie, à Majorque. Sa popularité obtient de nouveau l'autorisation de l'interpréter, à partir de 1692.
En 1967, l'évêque de Palma obtient de la papauté que le chant fasse officiellement partie de cette liturgie, pour l'île baléare de Majorque. Le même droit est accordé à la Cathédrale d'Alghero.
En 2010, il est enregistré au patrimoine mondial de l'Humanité.

## Chant
Ce chant grégorien est exécuté a cappella par un garçon ou une fille, accompagné par au moins deux enfants de chœur, et de la musique jouée à l’orgue entre les versets.
Au Monastère de Lluc, centre de pèlerinage, spirituel et culturel de Majorque, il est interprété par l'un des chanteurs de la manécanterie Es Blauets.

## Structure
Le poème procure à ses auditeurs les signes qui indiqueront que la fin des temps est arrivée : "Iudici signum tellus sudore madescet", "le signal du Jugement : la Terre sera baignée de sueur". 
En grec, chaque vers débute par une série de lettres identiques. L’acrostiche JESUS CHRISTUS DEI FILIUS SERVATOR CRUX rappelle la manière de fabriquer les oracles sibyllins au Capitole romain.
La version médiévale latine du chant est constituée par le premier vers « Judicii signum tellus sudore madescet », alternant avec treize couplets, regroupant deux par deux les vingt-six vers suivants. 
Le chant s'appuie sur la répétition du même dessin mélodique. Le refrain est répété en réponses par un chœur, en alternance avec les strophes, interprétées par un soliste, en général, un jeune garçon.

## Textes

### En latin
Version du 10e siècle et 11e siècle :
Judicii signum tellus sudore madescet.
Et celo rex adveniet per secla futurus Scilicet in carne presens ut judicet orbem.
Judicii signum tellus sudore madescet.
Reicient simulacra viri cunctam quoque gazam Exuret terras ignis portumque polumque.
Judicii signum tellus sudore madescet.
Inquirens tetri portas esfringet averni Sanctorum sed enim cuncte lux libera carni.
Judicii signum tellus sudore madescet.
Eripitur solis jubar et choris interit astris Solvetur celum lunaris splendor obibit.
Judicii signum tellus sudore madescet.
Et coram hic domino reges sistentur ad unum Decidet et celo ignis et sulphuris amnis.

### En provençal
Traduction initiée par Jordi Savall, au service de son adaptation du Chant de la Sibylle "Cant de la Sibilla", en latin, catalan et provençal : 
Aujatz, senhors, aquests sants dits que Sibilla retrai e ditz de l'Adveniment del Senhor al qual devem portar onor.
Sibilla, tot apèrtament demostra ns lo jutjament, que Jesú farà de nos aissi com ausiretz vos tots;
Al jorn del judici parra qui aura fach servict.
Un rei vendrà perpetual del cel, que ane noon of aital; en carn vendra, certanament, per far del segle jutjament.
Maïs del judici tot enant parra une senha mout grand la terra gitara susor e treme à de grand pavor.
Un corn mout trist ressonarà del cel, que mout reissidarà ; la luna e.l solel s'escolizira, nula estela non lusirà.
Cascun cors l'arma cobrarà aqui parrà qui es bon o mal : los bons iran vèrs Dieu lai-sus, los mals iran en tèrra jus.
Aquel Sénher que nos formèt e que de la Verge nasquet, nos garde de pecat mortals e de penas perpetuals.
Adoncs vendrà Dieu en sa majestat jutjar ol mond per veritat; adons veiran Dieu en la crotz on morí per pecadors.

### En catalan
Écouter le chant à la Cathédrale de Palma.
Écouter une autre version du chant.
Version majorquine du 15e siècle :
(Les passages en gras ont été restaurés en 1880 par Manuel Milà i Fontanals à partir d’une version en occitan.)
Al jorn del Judici
parrà el qui haurà feyt servici.
Un Rey vendrà perpetual
del cel quant may non fo aytal;
en carn vendrà certanament
per far del segla jutjament.
Al jorn del judici
parrà qui haurà fet servici.
E diu la dita cantora així:
(A)ns del judici tot anant
apparrà un senyal molt gran
la terra gitarà suor
e terminarà de gran pauor
Los puigs e.ls plans seran eguals;
aquí seran els bons e.ls mals:
els comtes, els reys e.ls barons
qui de lurs fayts retran raysons.
Al jorn del judici.
Hanc hom non féu res ten secret
no he dixé ne ho panset
que no sia aquí tot clar;
a no y porà res celar.
Al jorn del.
La Donhs no haurà hom talent
de riquesas, d'aur ni d'ergent;
no haurà hom de res desir,
mas ten solament de morir.
Al jorn.
Del morir serà tot lur talens;
adochs los glatiran les dens;
no y haurà qui no s'i plor;
tot lo món jaurà en tristor.
Al jorn.
Cascun cos s'arma cobrarà,
e bons e mals la donchs parran;
los bons iran ab Déu laxús
e.ls mals hiran a infern jus.
Al jorn del judici.
Los infants que nats no seran
dins en lo ventra ploraran;
e cridaran tot altament:
Senyor ver Déu omnipotent.
Al jorn del judici.
E dirà cascú així:
Senyor, hajes esser neient
que quan venim a jutgement.
Al jorn.
Déus dexendrà del cel sajús
axí con fo levat en crus
per judeus falsos e traidós,
que Déu los cresca lus dolós.
Al jorn del judici.
So és aquest que vós pangés
e en la creu lo claufiqués;
ar'és vengut al jutgement
lo Fil de Déu omnipotent.
Al jorn del judici.

### En français
Le texte en français considéré aujourd’hui comme le plus représentatif est le suivant :

« Le jour du jugement

ceux qui auront bien servi seront récompensés

Jésus-Christ, Roi de l’Univers

homme et véritable Dieu éternel

viendra du ciel pour juger

et donner à chacun le plus juste

Un grand feu descendra du ciel :

mer, sources et rivières, il brûlera tout.

Les poissons pousseront de grands cris

Perdant les délits naturels

Devant le Jugement viendra l’Antéchrist

et donnera du tourment à tout le monde

et il se fera servir comme Dieu

et fera mourir celui qui ne lui obéira pas.

Son règne sera très bref ;

En ce temps-là, sous son pouvoir,

mourront en martyrs en un lieu

les deux saints Elie et Enoc.

Le soleil perdra sa clarté

S'assombrira et se voilera

la lune ne donnera plus de lumière

et le monde ne sera que tristesse.

Le Malin dira très méchamment :

- Allez, maudits, dans le tourment !

allez, allez au feu éternel

avec votre prince de l’enfer.

Le Bon Dieu dira : - Venez mes enfants !

bienheureux vous possédez

le règne qui est préparé

depuis la création du monde.

Oh humble Vierge ! Vous qui avez enfanté

l’Enfant Jésus cette nuit-là,

veuillez prier votre Fils

qu’il nous préserve de l’enfer.

Le jour du jugement

Ceux qui auront bien servi seront récompensés. »